# Hägglmoo
Der Hägglmoo ist ein Wassermann, der als Kinderschreckfigur ebenso wie der Nachtgiger ausschließlich in Franken beheimatet ist. Das Wort lässt sich nur ganz grob übersetzen. Die zweite Silbe moo (gesprochen mit offenem o) bedeutet Mann, die Eingangssilbe ist abgeleitet von häggeln nach und bedeutet etwa „mittels eines Hakens jemanden oder etwas erhaschen“.
Er ist naturgemäß nur unter der Wasseroberfläche von Flussläufen, kleinen Seen und Weihern aufzufinden und daher auch nur an solchen Orten in Franken bekannt. Der ausschließliche Lebenszweck des Hägglmoo ist es, in der Regel abends, kleine in solchen Gewässern spielende Kinder mit Hilfe eines eisernen Hakens in die Tiefe zu ziehen und zu ertränken.
So jedenfalls erzählte man es den Kindern um ihnen Angst einzujagen und sie zu veranlassen, wenn allmählich die Dunkelheit hereinbrach, das Gewässer zu verlassen und nach Hause zu gehen. Im Zuge modernerer Auffassungen von Kindererziehung gerät diese Kinderschreckfigur mehr und mehr in die Defensive, droht gar in Vergessenheit zu geraten.
Für das Fränkische Wörterbuch wurden 307 Belege aus zahlreichen Orten in Franken mit sehr unterschiedlichen Schreibweisen und teils auch anderen Bedeutungen gefunden.